# Стадницкий, Станислав Дьяволенок
Станислав Стадницкий («Дьяволенок») из Жмигруда (ок. 1607 — после 1657) — польский шляхтич, один из трех сыновей Станислава «Дьявола» Стадницкого.

## Биография
Представитель польского шляхетского рода Стадницких герба «Шренява без креста». Младший сын Станислава «Дьявола» Стадницкого (ок. 1551—1610), старосты сигулдского, и Анны Земенцкой. Братья — Владислав и Зигмунд Стадницкие.
Отец Станислава, Станислав «Дьявол», один из главных участников рокоша Николая Зебжидовского, был убит 14 августа 1610 года. После смерти своего мужа Анна Земенцкая во второй раз вышла замуж за лисовчика Людвика Понятовского. Еще до достижения совершеннолетия Станислав сопровождал своего старшего брата Владислава в рейдах против отцовских врагов, каштеляна сандомирского Николая Спитека Лигензаы и Константина Корнякта. Братья Стадницкие получили от современников прозвище — «Дьяволята». Сам Станислав был известен исключительной жестокостью. Согласно Анджея Збылитовскому, однажды Станислава приказал убить двадцать пять человек в замке Рудавка, принадлежавшей Стадницким. В 1622 году братья Стадницкие заключили мирное соглашения с Константином Корняктом, в соответствии с которым вернули ему захваченное поместье Журавицы.
10 декабря 1624 года Станислав и Владислав Стадницкие со своим военным отрядом прибыли на сеймик в Вишню, который должен был принять решение об их реабилитации, чтобы силой заставить собравшихся дворян исполнить их требования. В итоге сеймик был сорван, а староста пшемысльский Марцин Красицкий организовал против братьев Стадницих военную экспедицию. Военная акция завершилась разгромом братьев Стадницких. 21 декабря 1624 года Владислав Стадницкий был убит, а его брат Станислав смог спастись и укрылся у воеводы русского, князя Станислава Любомирского. 13 августа 1625 года Станислав Стадницкий подал в суд на Марцина Красицкого за «изнасилование, грабеж и убийство». В 1626 году он продал половину, а через два года все Ланьцутские имения русскому воеводе Станиславу Любомирскому, чтобы заплатить штраф за ущерб, причиненный его отцом и старшими братьями. После продажи семейного имения Станислав, скорее всего, покинул Пшемысль и поселился в Краковском воеводстве. Он был еще жив во время шведского вторжения.

## Браки и потомство
Станислав Стадницкий был трижды женат. Его первой женой была Анна Мстовская (герб «Шренява»), а во второй ра зон женился на Ядвиге Вилькошевской (герб «Елита»). Имя и происхождение третьей супруги неизвестно. Все его жены, вероятно, погибли при трагических обстоятельствах.
Единственный сын Станислава, Ян Стадницкий, во время Шведского потопа в 1657 году напал на Беч, чтобы захватить этот город для короля Швеции Карла X Густава, за что был взят в плен и убит по приказу каштеляна краковского Яна Велёпольского.